# Brendan DuBois
Brendan DuBois (Dover, 19 settembre 1959) è uno scrittore statunitense specializzato in narrativa poliziesca e fantastica.

## Biografia
Nato nel 1959 a Dover, New Hampshire, si è laureato in Inglese nel 1982 all'Università del New Hampshire.
Dopo aver lavorato per tre anni come giornalista per quotidiani locali, ha lavorato nel settore tecnologico e delle comunicazioni come redattore di testi.
Negli anni ottanta ha iniziato a scrivere racconti gialli e di fantascienza per riviste come Playboy, The Magazine of Fantasy and Science Fiction e Analog Science Fiction and Fact mentre il suo primo romanzo, Dead Sand, è apparso nel 1994 dando il via a una lunga serie di opere firmate anche con lo pseudonimo di Alan Glenn.
Tra i numerosi riconoscimenti ottenuti si segnalano due premi Shamus e due premi Barry ottenuti entrambi nella categoria racconto.
É famoso anche per aver vinto un'edizione del quiz televisivo Jeopardy! nel 2012 e una dello show The Chase nel 2015.
Nel 2024 è stato arrestato per possesso di materiale pedopornografico.

## Opere principali

### Serie Lewis Cole
- Dead Sand (1994)
- Black Tide (1995)
- The Shattered Shell (1999)
- Killer Waves (2002)
- Buried Dreams (2004)
- Primary Storm (2006)
- Deadly Cove (2011)
- Fatal Harbor (2014)
- Blood Foam (2015)
- Storm Cell (2016)
- Hard Aground (2018)

### Serie Empire of the North
- The Noble Prisoner (2012)
- The Noble Warrior (2012)
- The Noble Prince (2012)

### Serie Dark Victory
- Dark Victory (2015)
- Red Vengeance (2017)
- Black Triumph (2018)

### Altri romanzi
- Il giorno del riscatto (Resurrection Day, 1999), Milano, Rizzoli, 2000 traduzione di Raffaele Petrillo ISBN 88-17-86316-5.
- Six Days (2001)
- Betrayed (2003)
- Final Winter (2006)
- Dead of Night (2007)
- Night Road (2016)
- The Negotiator (2018)

### Romanzi firmati Alan Glenn
- Amerikan Eagle (2011)

### Racconti
- The Dark Snow and Other Mysteries (2001)
- Tales from the Dark Woods (2002)
- Domani all'alba (Twilight), Casale Monferrato, Piemme, 2007 traduzione di Marco Zonetti ISBN 978-88-384-8671-5.
- Death of a Gemini and Other Military Mysteries (2011)
- On the Plains of Deception (2011)
- The Spirits of Crawford Notch (2012)
- Blue and Gray Tales of Mystery (2012)
- Stone Cold, Blood Red: N.H. Tales of Mystery (2013)
- The Hidden (2014)
- The Witnesses scritto con James Patterson (2016)

### Saggistica
- Breaking Into The Mystery Short Story Market (2011)
- Writing the First Person Detective Novel (2011)
- My Short, Happy Life In Jeopardy (2013)

## Premi e riconoscimenti
- Premio Shamus per il miglior racconto: 1995 per The Necessary Brother e 2017 per A Battlefield Reunion
- Premio Sidewise per la storia alternativa: 1999 per Il giorno del riscatto
- Premio Barry per il miglior racconto breve: 2007 per The Right Call e 2010 per The High House Writer